# Cecil Fifoot
Cecil Herbert Stuart Fifoot, född i juni 1899 i Cardiff, död 1975, var en engelsk advokat (engelska barrister) och engelsk rättshistoriker vid Oxfords universitet. Fifoots högsta examen var master of arts.